# 土壤微生物学
土壤微生物学是研究土壤中的微生物、生物功能以及它们如何影响土壤性质的一门学科。人们一般认为，在二十到四十亿年前，世界上第一个细菌起源于大海。这些细菌可以固氮，在不断的演变中，它们释放了大量氧气进入大气层，从而促进了更高等的微生物的产生。土壤微生物因其能够影响土壤结构和肥力的能力而显得十分重要，它们一般可以划分为细菌（除了放线菌）、放线菌、真菌、藻类和原生动物。
在土壤以及植物根系周围（即根际），1 g土中就有将近100亿个细菌。2011年有人检测到仅在甜菜根表面就有超过33000个细菌和古菌细胞。
根际微生物的组成能随周围环境变化做出迅速改变。

## 细菌（除放线菌）
细菌和古菌是除病毒外最小的生物，属于原核生物，它们的细胞结构非常简单，没有细胞器；除细菌和古菌外其他的都是真核生物，它们拥有完整的细胞结构、细胞器以及有性生殖的能力。细菌和古菌是土壤中最丰富的微生物，它们具有很多重要的功能，如固氮作用。

### 生化过程
细菌的一个重要特征是它们的生化多样性。假单胞菌属的细菌能够代谢一系列的化学品和肥料，而硝化菌属就只能把亚硝酸变成硝酸；梭菌属的细菌能够进行厌氧呼吸，而这是大部分生物不能做的；有些物种如假单胞菌中的绿脓杆菌，利用硝酸根作为最终电子受体，既能有氧呼吸，又能厌氧呼吸（即兼性厌氧）。

### 固氮
细菌具有固氮功能。固氮是将大气中的氮气转化为含氮化合物（如氨气）的过程，这些生成的含氮化合物能够被植物吸收利用。自养细菌不依赖植物或其他生物，能氧化还原性较高的物质，为自己提供能量，如硝化菌属的细菌。固氮作用便是由这些细菌进行的。虽然自养细菌要远比异养细菌（通过分解植物或其他微生物来获取能量）少，但是它们对植物和其他生物的生长都非常重要。

## 放线菌
放线菌是一种细菌，但是它们由于趋同进化，具有很多和真菌一样的特征。

### 与真菌的相似点
虽然放线菌属于细菌，但它们有很多特征（如形状、分支属性、芽孢形成、次级代谢过程）与真菌相同。
- 菌丝的形成方式与真菌相似；
- 它们既产生气生菌丝，又产生分生孢子；
- 在液体培养基中，它们形成团块或小球，而不是像大部分细菌那样形成均一的悬浊液。

### 抗生素
放线菌最重要的特征之一便是它们能够产生抗生素(包括链霉素、新霉素、红霉素、四环素等许许多多的抗生素）。链霉素可以用来治疗肺结核和由某些特定细菌引起的感染，新霉素可以用于降低手术时细菌感染的风险，红霉素可以用于治疗包括支气管炎，百日咳，肺炎，以及耳、肠、肺、尿路与皮肤感染等多种疾病。

## 真菌
土壤中真菌含量不如细菌丰富，它可以是某些较大生物的食物来源，也可以是一种病原体，亦或是在互利共生关系或者土壤健康中扮演重要角色。根据大小、性质、生殖孢子的颜色，可以对真菌进行分类。大部分能够影响细菌和放线菌的环境因素也能够影响真菌。土壤中有机质的数量和质量会显著影响真菌生长，因为大部分真菌都从有机质中获取营养。真菌在酸性环境中生长状况较好，而细菌不行，所以酸性环境中真菌占多数。真菌也适合在干旱环境中生存，因为它们的生存需要氧气，而越是潮湿的土壤，氧气含量就越少。

## 藻类
藻类能够通过光合作用将光能转化为能够储存的化学能，从而获取能量。因为光合作用需要光，所以藻类一般都均匀地分布在阳光和水分充足的地方，但是藻类并不需要直接暴露在阳光下。此外藻类也具有固氮的功能。

### 种类
藻类有三大类群：蓝藻、绿藻和硅藻。蓝藻含有叶绿素，用以获取光能来合成碳水化合物，它的色素是蓝绿色到紫色的。绿藻的叶绿素一般都是绿的，而硅藻的叶绿素一般是棕色的。

### 蓝绿藻和固氮作用
蓝绿藻可以固氮，其固氮量的多少更多地是跟生理和环境因素相关，而并不是与其本身固氮能力相关。这些因素包括光、无机和有机氮源的浓度以及周围温度及其稳定性。

## 原生动物
原生动物是第一批能够进行有性生殖的真核微生物，它可以分为三个门类：鞭毛虫、变形虫和纤毛虫。

### 鞭毛虫
鞭毛虫是最小的原生动物，我们可以根据其能否进行光合作用来分类。不含叶绿素的鞭毛虫不能进行光合作用，这些鞭毛虫主要存在于土壤中；含有叶绿素的鞭毛虫一般生活在水里。鞭毛虫可以根据其鞭毛的样式来进行区分，有的鞭毛虫有好几根鞭毛，有的只有一根，很长的鞭毛。

### 阿米巴原虫（变形虫）
变形虫比鞭毛虫大，并且有着不同的运动方式。变形虫有伪足，其特征有点像鼻涕虫。变形虫从自己的身体中伸出短暂的突触（即伪足），来实现在平面上的运动，或者用以获取食物。变形虫没有永久性的附器，伪足只是粘液一样的触手，而并不是鞭毛。

### 纤毛虫
纤毛虫是最大的真核微生物，它们有很多的纤毛，这些纤毛集体摆动，保证纤毛虫能够运动。纤毛就像又小又短的头发，它们向着不同的方向摆动，能够给予纤毛虫更高的运动性。

## 组分调控
植物激素水杨酸、茉莉酸和乙烯是植物叶片的先天调控因子。水杨酸合成途径中的损伤性突变对那些附生在宿主植物上以获取营养的微生物有很大影响，然而茉莉酸和乙烯合成和信号途径中的损伤性突变则对植食性昆虫和通过杀死宿主微生物来获取营养的微生物有影响。调节植物根部的微生物群落要比从叶片上去掉几个病原体难得多，因为调控根系微生物组成可能需要考虑免疫机制，而这些机制可能在研究叶片微生物时根本就用不上。
2015年有人研究了一系列拟南芥激素的突变株，这些突变株至少有一种激素的合成或信号途径出现问题，他们希望发现这些突变对根际与根中微生物群落的影响。水杨酸信号途径的突变会导致内寄生细菌门类组成的变化，这些变化在很多受影响的科中表现一致。这说明水杨酸可能是微生物群落结构的一个关键调控因子。
经典的植物激素还会影响植物生长、代谢以及对压力的响应，这些都有可能会对研究植物激素与微生物的关系带来不确定的影响。
人类对植物的选择性驯化都是与植物生长有关，而并不是为了对植物有益的微生物。一丁点细菌组成的改变可能对整个微生物群结构没有影响，但却会对植物的防御与生理产生重要影响。

## 土壤微生物学家
- Nikolai Aleksandrovich Krasil'nikov (1896-1973)，俄罗斯
- Julian Quentin Lynd (1922-  )，美国

## 应用

### 农业
微生物能够制造植物可以获取的营养，产生促进植物生长的激素，以及刺激植物的免疫系统。通常较复杂的微生物群落组成会导致较少的植物疾病和较高的产量。
施用肥料和杀虫剂，但不考虑弥补它们的负面影响，这种田间管理方式能够破坏土壤微生物的生态环境。健康的土壤能够通过多种方式增加土壤肥力，比如提供更多氮元素，以及在尽量减少外界输入的同时减少病虫害，有些方式甚至能够使得人们在之前认为不可以用于耕作的土地上进行农业活动。
根瘤菌生活在豆科植物的根中，它们能够将氮气转化为植物可以利用的形式。
菌根就像植物根部的延伸，它能够形成深入土壤的交错网络，辅助吸收水分和各种营养。
植物固定的碳大概有30%会以分泌物的形式被排出，这些分泌物包括糖类、氨基酸、类黄酮和脂肪酸，它们能够吸引有益微生物。
嗜根寡养单胞菌能提高如甜菜玉米等作物的干旱耐受性。它能分泌如渗透保护剂一类的分子，防止植物在高盐环境下流失很多水分。
微生物还会影响食用植物的味道。有一种叫做扭脱甲基杆菌的微生物可以增加呋喃酮的产量，使草莓形成独特的风味。
一种人为添加微生物的方式是在播种前就把微生物施加到种子表面。

#### 商业活动
几乎所有已注册的微生物都是生物杀虫剂，它们每年市值仅有10亿美元，不到化学修复试剂市场市值（1100亿美元）的1%。有些微生物已经在市场上流通了数十年，如能够抑制病原真菌的木霉菌，能够杀虫的苏云金芽孢杆菌。Serenade是一种含有枯草芽孢杆菌的生物杀虫剂，它具有抗细菌真菌、促进植物生长的功能。它可以做成液体形式，添加到植物叶片或根部。这种试剂在传统和有机农业中均有广泛应用。
包括拜尔公司在内的多家农业化学公司已经开始研究相关技术。2012年拜尔以4.25亿美元的价格收购了AgraQuest，并投入年均一千万欧元的研究经费支持多种新型真菌或细菌的田间实验，这些微生物有望替代化学杀虫剂，或者可以作为生物刺激素促进作物生长。诺维信公司现已和孟山都公司强强联合，共同研发微生物肥料和杀虫剂。诺维信目前投资了一种含有青霉菌Penicillium bilaiae的生物肥料和一种含有绿僵菌的生物杀虫剂。2014年先正达公司和BASF开始投入微生物制品公司的运作，2015年杜邦公司也加入了这一行列。
2007年的一项研究表明，Dichanthelium lanuginosum草与真菌和病毒的复杂共生关系，能够保证它在黄石国家公园的地热土上正常生存。2014年当将相关机制引入美国市场后，玉米和大米对胁迫的响应有了明显的改善。
在美国和欧洲，公司们必须提供认证来证明他们所使用的菌以及相关产品都是完全安全的，所以很多现存产品在售卖的时候，一般都会标注为“生物刺激素”而不是“生物杀虫剂”。

#### 无用微生物
一种能够引起马铃薯晚疫病和其他作物疾病的、长得像真菌的单细胞生物致病疫霉，曾经在历史上造成了严重的饥荒。其他的真菌和细菌则是造成根和叶片的腐烂。
有些在实验室中看起来有显著效果的微生物，到了田间由于土壤、气候和生态影响，则没有什么作用，所以很多公司都跳过了室内实验这一环，直接进行田间实验。

#### 消失
有益微生物的种群可能随时间而消失。Serenade能够诱发很高的枯草芽孢杆菌密度，但是该密度水平会因为没有合适的生态位而出现下降趋势。这个问题的一个解决办法是同时使用复合菌株。
化肥导致土壤中有机质和微量元素减少，造成土壤盐碱化，抑制菌根生长，还能把共生细菌变成彼此的竞争者。

#### 试点项目
在欧洲的一个试点项目中，人们在疏松的土壤上种植燕麦和野豌豆，两种能够吸引固氮细菌的作物；为了增加微生物种类，他们还种植了小橄榄树。他们把一块100公顷的没有灌溉过的土地分成了三个部分——一部分施用化肥和杀虫剂：另外两部分施用不同含量的有机生物肥料，该肥料的组成为发酵过的葡萄残留物、多种细菌真菌和四种菌根孢子。
获取了最多有机肥的作物，其高度是施用化肥的作物的两倍，比另一组施用有机肥的作物高数英尺。该块土地上作物产量与灌溉作物的产量相等，而采用传统耕种技术的那块土地上的产量则几乎可以忽略不计。有机肥中的菌根孢子产生菌根，菌根分泌酸能够腐蚀并让菌根穿透岩石，这使得植物能够深入地面以下2 m深的地方并获取地下水。